# Station Croston
Croston is een spoorwegstation van National Rail in Croston, Chorley in Engeland. Het station is eigendom van Network Rail en wordt beheerd door Northern Rail. 